# یوکوهاما رابر
شرکت لاستیک یوکوهاما (به ژاپنی: 横浜ゴム株式会社) شرکت لاستیک‌سازی ژاپنی است، که در سال ۱۹۱۷ از ادغام شرکت کابل‌سازی یوکوهاما و شرکت بی. اف. گودریچ راه‌اندازی شد. دفتر مرکزی این شرکت در شهر توکيو‌ ژاپن قرار دارد.
در حالی که بیشتر در برنامه‌های ورزشی موتوری استفاده می‌شود، یوکوهاما از پیشرفته‌ترین فناوری تایر در هر مدل استفاده می‌کند. این شرکت به‌عنوان یکی از بهترین مارک‌های تایر که در نوآوری پیشرو است، در ایجاد پروفیل‌های آج با دوام برای کاهش مقاومت غلتشی، صرفه‌جویی در مصرف سوخت بهتر و افزایش عمر آج تخصص دارد. علاوه بر این، هر مدل با فناوری الگوی آج ساخته شده‌است تا رانندگان بتوانند سواری نرم و بی‌صدا را تجربه کنند.